# Kráľovce-Krnišov
Kráľovce-Krnišov je obec na Slovensku v okrese Krupina.

## Kultura a zajímavosti

### Památky
- Evangelický kostel v části Kráľovce, jednolodní původně barokně-klasicistní stavba s půlkruhovým ukončeným presbytářem a věží tvořící součást hmoty kostela z roku 1794. Stavitelem kostela byl mistr Lenhard z Krupiny. Stavba byla upravena v roce 1911 ve stylu dobového historismu s prvky neorománského stylu.
- Soubor lidových domů v Kráľovci, jedná se zejména o zděné tříprostorové stavby na půdorysu obdélníku z 19. století. Domy číslo 56, 62, 83 a 89 jsou památkově chráněné.
- Obecní zvonice v části Krnišov, zděná stavba s dřevěnou nástavbou na půdorysu čtverce se stanovou střechou. Nároží zvonice jsou lemovány kvádrováním, otvory šambránami. Původně sloužila místním katolickým věřícím.